# Knightmare (jeu vidéo)
Pour les articles homonymes, voir Knightmare.
Knightmare (魔城伝説 (Majō Densetsu), littéralement, la légende du château du démon), est un jeu vidéo conçu par Konami et publié en 1986 sous forme de cartouche pour le standard MSX.
Dans ce jeu de tir à défilement vertical, le héros Popolon se bat contre divers démons, dont Hudnos qui détient sa bien-aimée, Aphrodite
On retrouve le même personnage quelques années plus tard dans un jeu de plates-formes appelé Maze of Galious.

## Trame
La mythologie grecque sert de trame de fond à l'action de Knightmare. Aphrodite, déesse de l'amour et promise à Popolon, le héros du jeu, se fait enlever par le roi du monde souterrain qui l'enferme dans le château du Cauchemar,. Popolon part alors à sa recherche,,, sans savoir où se trouve ce château. Dans sa quête, il finit par s'endormir, épuisé. Héra, épouse et sœur de Zeus, et déesse du mariage et de la fécondité, lui apparaît alors en rêve pour lui dévoiler son emplacement, par-delà le mont Athos. Elle en profite pour lui conseiller de ramasser les différents joyaux et cristaux magiques, les premiers abandonnés par Aphrodite, les autres tombés d'Olympia,. Dès son réveil, Popolon se met alors à traverser différents paysages afin de sauver sa bien-aimée. Ainsi passe-t-il par le chemin des temples parcouru de différentes rivières,,, la forêt rougeoyante, les terres volcaniques, le chemin aux temples rouges, la cité bleue,, les gorges rocheuses, et le pays des fleuves pour enfin arriver au château du Cauchemar. Une fois le roi de ce château défait, il retrouve Aphrodite pour vivre son amour.

## Système de jeu
Knightmare se présente sous la forme d'un shoot 'em up, soit un jeu de tir,, à défilement vertical : bien que le personnage puisse se déplacer dans tout l'écran, il ne peut pas aller au-delà de ce que le décor lui montre et doit attendre que celui-ci défile sous ses pieds pour explorer plus avant. Il est contrôlé soit par le clavier de l'ordinateur soit par un joystick.
Divisé en huit niveaux, la difficulté de Knightmare va croissante, les ennemis à éliminer étant de plus en plus variés et rapides,, et tirant différents projectiles. Parmi ces ennemis, Popolon doit défaire des monstres amiboïdes,,,,,, des chauve-souris,,,,,, des chevaliers maléfiques,,,,, des monstres nuages,,,, des anges noirs,,, des monstres squelettes,,, des démons,, des monstres du tonnerre,, des monstres du feu,,, des fantômes, et différents types de sorciers,, chacun donnant plus ou moins de points selon la difficulté à les abattre. Chaque niveau se termine par un monstre maître, un ennemi beaucoup plus dur à battre ; seule son élimination permet l'accès au niveau supérieur,,. Popolon dispose de trois vies, c'est-à-dire de trois chances, pour arriver à son but.
Pour l'aider dans sa tâche, Popolon peut récupérer différentes armes et options,,,. Celles-ci sont obtenues par les cristaux magiques d'Olympia qui défilent de haut en bas vers le héros. La sélection de l'option ou de l'arme s'effectue en tirant sur le cristal qui change alors respectivement de couleur ou de symbole ; attraper le cristal donne alors à Popolon des pouvoirs supplémentaires ou une autre arme. Parmi les options disponibles, reconnaissables aux disques noirs à l'intérieur desquels la lettre P est écrite en blanc, le héros peut accélérer sa vitesse,,,,, obtenir un bouclier qui le protège d'un certain nombre de coups des ennemis,,,,,, ou, pendant une durée limitée, devenir transparent et éviter tous les coups,,,, ou au contraire, invulnérable et détruire les ennemis en les touchant,,,,. De la même manière, lorsque le joueur attrape un cristal d'arme, reconnaissable par un simple disque noir, Popolon remplace son arme actuelle, à l'origine de simples flèches, par des flèches doubles,, des triples flammes,, des boomerangs,,, des épées,, ou des flèches enflammées,,. Cette nouvelle arme peut encore être améliorée si le cristal correspondant est choisi à deux reprises. Le joueur peut également choisir de recevoir simplement des points supplémentaires à la place des options ou des armes.
De même, Popolon, peut tirer sur certains objets faisant partie du décor : les joyaux magiques d'Aphrodite. Certains d'entre eux s'avèrent invisible de prime abord : pour les découvrir, le joueur doit tirer sur certains endroits prédéterminés du décor,. Après plusieurs tirs, le joyau peut être récupéré et, selon sa représentation, peut éliminer tous les ennemis de l'écran de jeu,,,,, arrêter le temps pour les ennemis et le décor qui défile pendant une durée limitée,,,,, donner une nouvelle vie au joueur,,, devenir un obstacle intégré au décor ou tout simplement donner des points supplémentaires,,,. Un autre type de joyau permet également d'accéder à des raccourcis vers les niveaux supérieurs,,,,,.
Par ailleurs, le joueur peut effectuer une pause dans son jeu en appuyant sur la touche F1 ; Popolon apparaît alors humoristiquement dans son lit, en train de dormir. Wolfgang Rui, testeur du jeu pour  Aktueller Software Markt, voit plutôt dans cette pause le chevalier en train de tirer sur sa cigarette. Un nouvel appui sur cette touche permet de reprendre l'action.

## Accueil

### Critiques
Si un des rédacteurs de Tilt trouve frustrant de ne pas pouvoir aller au-delà de ce que montre le décor, il reconnaît que c'est un moindre mal au vu des nombreux ennemis à abattre,. Par ailleurs, Knightmare lui semble particulièrement difficile, et il le conçoit comme un véritable défi proposé au joueur. Il est rejoint en cela par le rédacteur de MSX-gids qui le qualifie de « défi ». Wolfgang Rui, testeur du jeu pour  Aktueller Software Markt, parle également de cette difficulté toute particulière. Mathieu Brisou, un autre rédacteur de Tilt, indique que celle-ci est renforcée par la vitesse du jeu, amenant parfois le joueur à se tromper lors du choix des options ; de manière générale, concilier ce choix et avoir une vision globale du jeu est une des difficultés de Knightmare pour le rédacteur de MSX-gids. Mathieu Brisou conseille ainsi au joueur de connaître parfaitement les niveaux pour pouvoir progresser ; Wolfgang Rui rajoute que de cette connaissance découle les options à choisir par le joueur. Par ailleurs, Mathieu Brisou trouve que Knightmare est simple à prendre en main, sensation accentuée par des commandes qui répondent précisément aux actions du joueur. Le plaisir est également toujours renouvelé au vu des différentes surprises à découvrir. Un des rares points négatifs concerne le scénario, inexistant pour Mathieu Brisou.
Dans leurs conclusions, les avis sont unanimes. Mathieu Brisou loue à plusieurs reprises l'animation, les graphismes et la bande-son du jeu,, en un mot sa réalisation qu'il estime « irréprochable. » Wolfgang Rui admire également la musique, la décrivant comme « la meilleure chose [qu'il lui] ait été donné d'entendre jusqu'à présent sur MSX » : il donne la note maximum à ce critère ainsi qu'à la note globale de Knightmare, 10/10. Dans la même veine, le rédacteur de MSX-gids commence et conclut son article en indiquant que quiconque y jouerait en deviendrait « accro » : lui aussi donne la note maximum, cinq étoiles sur cinq, ainsi qu'à tous les critères spécifiques de graphisme, de son et de documentation, avec une mention toute particulière au bon rapport qualité/prix. MSX Magazine décrit le jeu comme « indispensable » aux amateurs de Shoot 'em up. Ce même qualificatif est utilisé par le rédacteur de MSX News qui ne tarit pas d'éloges : précisant dans l'introduction de son article que ce jeu fit « sensation » lors de sa sortie, il le décrit comme « un authentique chef d’œuvre ». Tilt estime pour sa part que Knightmare est un des meilleurs jeux jamais sortis sur MSX, devenant ainsi une « référence », et lui décerne cinq étoiles sur six,. Dans son deuxième numéro hors-série, cette note est revue à son maximum et la conclusion est sans appel : « c'est génial ! Et personne ne peut dire le contraire. »

### Récompense
Knightmare reçoit le Tilt d'or 86 du Meilleur logiciel d'action,,,, prix que reçoit également Billy la Banlieue.

## Postérité
Knightmare connait plusieurs suites, The Maze of Galious en 1987 sur MSX 1 et Knightmare III: Shalom en 1987 sur MSX, puis republié en 2016, sur plateforme Project EGG (ja).

### Note
1. ↑  Knightmare est un jeu de mots en anglais entre knight qui signifie « chevalier » et nightmare qui se traduit par « cauchemar ».